# Alexandre
José Alexandre Alves Lindo (ur. 15 sierpnia 1973 w Santo André) – brazylijski piłkarz występujący na pozycji pomocnika.

## Życiorys
Seniorską karierę rozpoczynał w 1992 roku w União São João EC, dla którego rozegrał 37 meczów w Campeonato Brasileiro Série A. W 1995 roku był piłkarzem São Paulo FC. W 1996 roku przeszedł do Kyoto Purple Sanga. Rozegrał łącznie 20 meczów w J.League, debiutując 16 marca w przegranym 0:1 spotkaniu z Tokyo Verdy. Pod koniec 1996 roku wrócił do Brazylii, gdzie występował na najwyższym poziomie rozgrywkowym w takich klubach, jak Santos FC, Associação Portuguesa de Desportos, Coritiba FBC, Atlético Mineiro i Guarani FC (w Botafogo FR brał udział tylko w Torneio Rio-São Paulo). Latem 2004 roku został piłkarzem Club Necaxa. W Primera División de México zadebiutował 28 sierpnia w wygranym 2:1 spotkaniu z Tigres UANL. Ogółem w lidze meksykańskiej wystąpił w 28 meczach. W 2005 roku był krótko zawodnikiem Sport Club do Recife, następnie grał w Marília AC, a w sezonie 2006 rozegrał 16 meczów ligowych dla EC Juventude. W 2007 roku był piłkarzem Sertãozinho FC i Clube do Remo. Z kolei w 2008 roku dla Inter de Limeira rozegrał 11 meczów w Campeonato Paulista Serie A2. Następnie zakończył karierę zawodniczą. W 2017 roku był asystentem trenera w Independente FC.

## Statystyki ligowe
| Sezon    | Klub                               | Liga                          | Mecze | Gole |
| -------- | ---------------------------------- | ----------------------------- | ----- | ---- |
| 1993     | União São João EC                  | Campeonato Brasileiro Série A | 14    | 1    |
| 1994     | União São João EC                  | Campeonato Brasileiro Série A | 23    | 2    |
| 1995     | São Paulo FC                       | Campeonato Brasileiro Série A | 12    | 2    |
| 1996     | Kyoto Purple Sanga                 | J.League                      | 20    | 3    |
| 1996 (j) | Santos FC                          | Campeonato Brasileiro Série A | 2     | 0    |
| 1997     | Santos FC                          | Campeonato Brasileiro Série A | 18    | 4    |
| 1998     | Associação Portuguesa de Desportos | Campeonato Brasileiro Série A | 28    | 10   |
| 1999     | Associação Portuguesa de Desportos | Campeonato Brasileiro Série A | 17    | 6    |
| 2000     | Coritiba FBC                       | Campeonato Brasileiro Série A | 17    | 6    |
| 2001     | Atlético Mineiro                   | Campeonato Brasileiro Série A | 27    | 5    |
| 2002     | Atlético Mineiro                   | Campeonato Brasileiro Série A | 20    | 3    |
| 2003     | Atlético Mineiro                   | Campeonato Brasileiro Série A | 21    | 4    |
| 2004     | Guarani FC                         | Campeonato Brasileiro Série A | 14    | 3    |
| 2004 (j) | Club Necaxa                        | Primera División de México    | 15    | 3    |
| 2005 (w) | Club Necaxa                        | Primera División de México    | 13    | 1    |
| 2005 (j) | Sport Club do Recife               | Campeonato Brasileiro Série B | 2     | 0    |
| 2006     | EC Juventude                       | Campeonato Brasileiro Série B | 16    | 4    |
| 2007     | Clube do Remo                      | Campeonato Brasileiro Série B | 14    | 2    |